# Вірджиліна (Вірджинія)
Вірджиліна (англ. Virgilina) — місто (англ. town) в США, в окрузі Галіфакс штату Вірджинія. Населення — 126 осіб (2020). Вірджиліна колись була шахтарським містечком, де видобували мідь. Назву «Вірджиліна» воно отримало тому, що розташоване на кордоні штатів Вірджинія та Північна Кароліна. Містечко розташоване приблизно за 15 миль від Роксборо, Північна Кароліна, яке має дорогу, названу на честь Вірджиліни.

## Географія
Вірджиліна розташована за координатами 36°32′45″ пн. ш. 78°46′32″ зх. д. / 36.54583° пн. ш. 78.77556° зх. д. (36.545774, -78.775637).  За даними Бюро перепису населення США в 2010 році місто мало площу 1,61 км², з яких 1,60 км² — суходіл та 0,01 км² — водойми.

## Демографія
Згідно з переписом 2010 року, у місті мешкали 154 особи в 68 домогосподарствах у складі 42 родин. Густота населення становила 96 осіб/км².  Було 87 помешкань (54/км²).
Расовий склад населення:
| - 87,0 % — білих - 7,1 % — чорних або афроамериканців - 1,9 % — корінних американців - 2,6 % — осіб інших рас |

До двох чи більше рас належало 1,3 %. Частка іспаномовних становила 0,6 % від усіх жителів.
За віковим діапазоном населення розподілялося таким чином: 16,9 % — особи молодші 18 років, 57,8 % — особи у віці 18—64 років, 25,3 % — особи у віці 65 років та старші. Медіана віку мешканця становила 50,0 року. На 100 осіб жіночої статі у місті припадало 92,5 чоловіків;  на 100 жінок у віці від 18 років та старших — 93,9 чоловіків також старших 18 років.
За межею бідності перебувало 15,6 % осіб, у тому числі 0,0 % дітей у віці до 18 років та 17,6 % осіб у віці 65 років та старших.
Цивільне працевлаштоване населення становило 51 осіб. Основні галузі зайнятості: освіта, охорона здоров'я та соціальна допомога — 39,2 %, транспорт — 13,7 %, науковці, спеціалісти, менеджери — 9,8 %, сільське господарство, лісництво, риболовля — 9,8 %.